# 土屋怜菜
土屋 怜菜（つちや れいな、2000年4月11日 - ）は日本のファッションモデル。埼玉県出身。芸能事務所エーライツ所属。

## 略歴
小学3、4年生の頃から、モデルになることを夢みていたが、2015年にエーチームグループオーディションに応募したことがきっかけでエーライツに所属し、ファッションモデルの道に進む。Popteen2015年5月号でモデルデビューする。同誌2015年8月号で専属モデルに昇格、当時中学3年生であったが、中学生には見えない大人びた容姿が注目された。2018年12月号で同誌初表紙を飾る。
Popteen専属モデル昇格をかけたリアリティーショーAbemaTV『Popteenカバーガール戦争』には専属モデルとして出演する。「第1次ポプ戦」では、番組企画の学力テストの罰ゲームとして、全身タイツ姿で街頭に立ち、番組宣伝を行った。「第2次ポプ戦」では、「れいぽよ班」班長として、昇格を賭けた山田麗華と権隨玲を率い、他班と競った。
2020年6月1日発売の2020年7月号をもって『Popteen』（角川春樹事務所）専属モデルを卒業。
2017年、AbemaTVの恋愛リアリティーショー番組『オオカミくんには騙されない』シリーズへ出演する。その後も同シリーズの出演者として、関連イベントへの参加、東京ガールズコレクションのコラボステージへの登壇が続いた。

## 人物
- 渋谷を中心としたギャル系に原宿のトレンドも取り入れた「原宿GALスタイル」をファッションテーマとしている[7][15]。2017年、土屋と菅沼ゆりの二人が、渋谷ストリート・ベストドレッサー賞を受賞したが、土屋は「渋谷ストリート」代表、菅沼は「原宿ストリート」代表としての選出であった[16][17][18]。
- いつまでもギャルを貫くことを大切に思っている[19]。「SPINNS」とのコラボレーションで発表したスウェットシャツには、「Gal is Immortal」のメッセージロゴをあしらった[20]。超十代では、「超GAL部」の副部長を担い、ファッションショーを通じてGAL文化の発信に努めた[21][22]。
- 17歳当時、TBSのバラエティ番組『NEWSな2人』に出演する。青少年保護育成条例が、18歳未満の女子高校生と成人男性の純粋な恋愛の障害になることを自らの体験をもとに語り、反対の立場を表したことが話題となった[23][24]。
- 軽く頬をつまむ「れいぽよ」ポーズは、『崖の上のポニョ』に登場するポニョのぽにょっとした容姿から発想を得た[19][25]。

- 三姉妹の長女で、三女は同じくエーライツに所属する「土屋惺来」。

## 出演

### インターネットテレビ
- オオカミくんには騙されない♡（2017年、AbemaTV）[26]
- 真夏のオオカミくんには騙されない（2017年、AbemaTV）[27]

### テレビ
- TiARY TV kirari（2020年4月 - 12月27日、tvk）準レギュラー

### イベント
- シンデレラフェスVol.6（2019年4月3日、さいたまスーパーアリーナ）[28][29]
- 超十代 presents ～超夏休み2019～（2019年8月8日、OTODAMA SEA STUDIO）[30][31]

### テレビCM
- 明星食品「麺神」 - 広告の難しさ編（2020年10月 - ）
- たちばなgroup - 株式会社たちばな (着物店)　振袖TVCM YouTube「新成人を全力で応援します」編（2020年 - 2021年）

### 広告
- ベリンダクリニック(自身の豊胸状態も掲載)

## 書籍

### 雑誌
- Popteen（2015年8月号 - 2020年7月号、角川春樹事務所）専属モデル[7][10]